# Stroudia minima
Stroudia minima är en stekelart som beskrevs av Giordani Soika 1992. Stroudia minima ingår i släktet Stroudia och familjen Eumenidae. Inga underarter finns listade i Catalogue of Life.